# Sabal domingensis
Sabal domingensis es una especie de palmera originaria de la Hispaniola y Cuba. 

## Descripción
Sabal domingensis es una palmera con tallos solitarios, muy fuertes, que alcanza un tamaño de hasta 10 metros de alto y 60 centímetros de diámetro. Las plantas tienen 20-30 hojas, cada una con cerca de 90 foliolos. Las inflorescencias , están ramificados y arqueadas y al menos son tan largas como las hojas, la fruta de color negro. Los frutos son 1-1.4 cm de diámetro, el tamaño y forma del fruto son las características principales por las que esta especie se diferencia de Sabal causiarum.

## Distribución
Sabal domingensis se encuentra desde el noroeste de Haití hasta el centro de República Dominicana y también está presente en Cuba. Por lo general se encuentran en la vegetación secundaria entre 100 y 1000 metros sobre el nivel del mar.

## Usos
Las hojas se utilizan para paja y para tejer una variedad de artículos como sombreros, cestas y esteras.

## Taxonomía
Sabal domingensis fue descrita por Odoardo Beccari y publicado en Webbia 2: 49. 1908.
Etimología
Sabal: nombre genérico de origen desconocido, quizás basado en un nombre vernáculo.
domingensis: epíteto geográfico que se refiere a su localización en Santo Domingo República Dominicana.
Sinonimia
- Sabal neglecta Becc.[5][6]